# Onthophagus kabulicus
Onthophagus kabulicus är en skalbaggsart som beskrevs av Vladimir Balthasar 1971. Onthophagus kabulicus ingår i släktet Onthophagus och familjen bladhorningar. Inga underarter finns listade i Catalogue of Life.